# اچ‌ام‌سی‌اس وایتهورس
اچ‌ام‌سی‌اس وایتهورس (به انگلیسی: HMCS Whitehorse) یک کشتی است که طول آن ۵۵٫۳ متر (۱۸۱٫۴۳ فوت) می‌باشد. این کشتی در سال ۱۹۹۷ ساخته شد.